# Etelis
Genre
Synonymes
- Erythrobussothen Parr, 1933

Etelis est un genre de poissons perciformes.

## Liste des espèces
Selon World Register of Marine Species (20 juin 2016) :
- Etelis carbunculus Cuvier, 1828
- Etelis coruscans Valenciennes, 1862
- Etelis oculatus (Valenciennes, 1828)
- Etelis radiosus Anderson, 1981

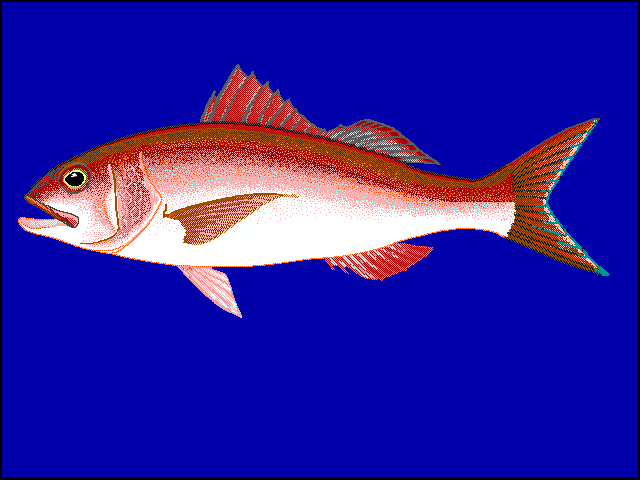
Etelis carbunculus
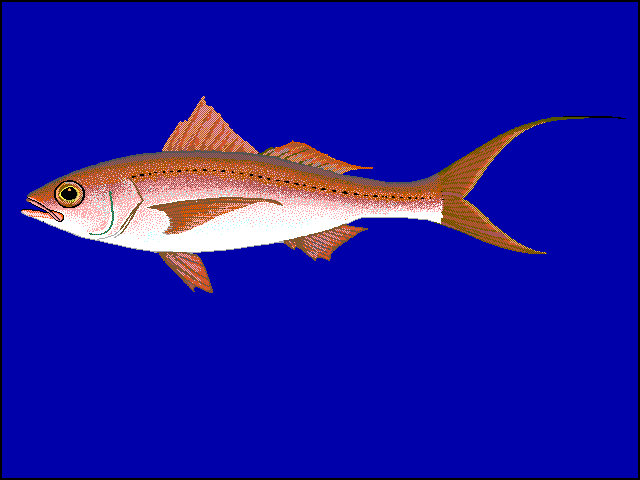
Etelis coruscans
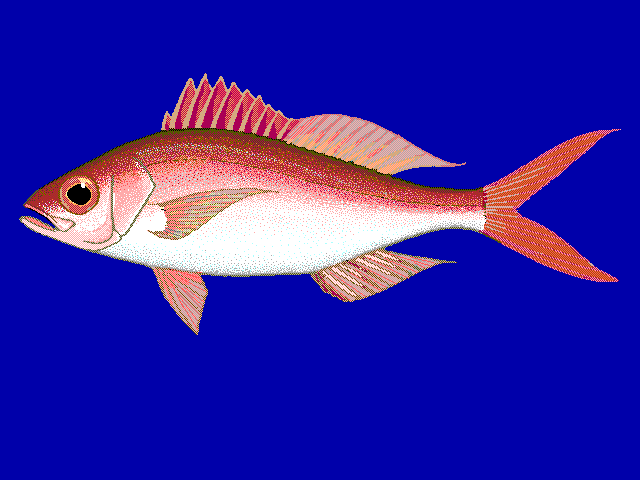
Etelis oculatus
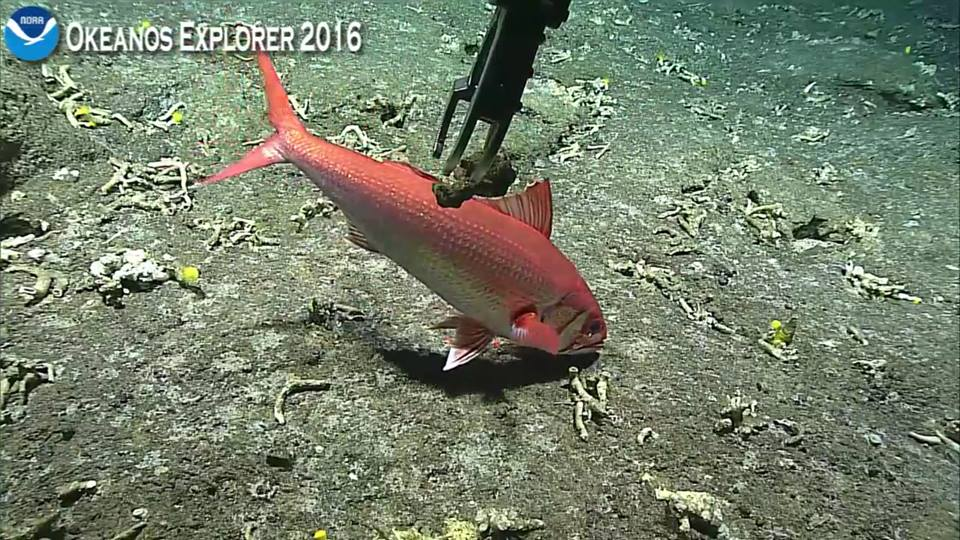
Etelis radiosus